# Lac Lovering
Lac Lovering är en sjö i Kanada.   Den ligger i regionen Estrie och provinsen Québec, i den sydöstra delen av landet, 280 km öster om huvudstaden Ottawa. Lac Lovering ligger 238 meter över havet. Arean är 4,6 kvadratkilometer. Den sträcker sig 5,6 kilometer i nord-sydlig riktning, och 2,2 kilometer i öst-västlig riktning.
I omgivningarna runt Lac Lovering växer i huvudsak blandskog. Runt Lac Lovering är det glesbefolkat, med 13 invånare per kvadratkilometer.